# Mario Duplantier
Mario Duplantier (Bayonne, 19 giugno 1981) è un batterista francese, fondatore insieme al fratello Joe del gruppo musicale death metal Gojira.

## Discografia

### Con i Gojira
Album in studio
- 2001 – Terra incognita
- 2003 – The Link
- 2005 – From Mars to Sirius
- 2008 – The Way of All Flesh
- 2012 – L'Enfant Sauvage
- 2016 – Magma
- 2021 – Fortitude